# Iglesia parroquial de San Juan Evangelista (Sonseca)
La iglesia parroquial de San Juan Evangelista es un templo católico situado en Sonseca, provincia de Toledo, España. Construida a mediados del siglo XVI en estilo plateresco, es reconocida por su valor histórico y artístico.

## Historia
La iglesia fue construida sobre una edificación medieval anterior e incluso sobre restos visigodos. Las obras del templo actual comenzaron hacia 1540, según consta en una ventana lateral del ábside, y finalizaron en 1552 con la finalización de los trabajos en la capilla mayor, aunque las naves centrales quedaron aún sin completar. La construcción de la iglesia refleja una transición entre los estilos gótico y renacentista.
A finales del siglo XIX, debido al crecimiento de la población, se acometió una ampliación significativa. En 1899 se demolieron los muros de la nave original, y la reconstrucción se completó en 1902, respetando parte de la estructura primitiva y combinando elementos nuevos.

## Arquitectura
La fachada principal destaca por su sobriedad y equilibrio, con un rosetón central y una portada con arquivoltas decoradas. La torre campanario, de base cuadrada, de gran altura sirve de punto de referencia para la localidad. La nave central es amplia y cuenta con ventanas de estilo tardo-gótico.

## Retablo Mayor
El retablo mayor es una obra del renacimiento, que conjuga los estilos plateresco y grecorromano. Fue realizado por Pedro Martínez de Castañeda, discípulo de Alonso de Berruguete, entre 1575 y 1579. Las pinturas que lo adornan son atribuidas a Luis de Velasco y fueron realizadas entre 1583 y 1587. También hubo participación de Juan Pérez y el pintor Blas de Prado.